# Józef Kowalski (duchowny)

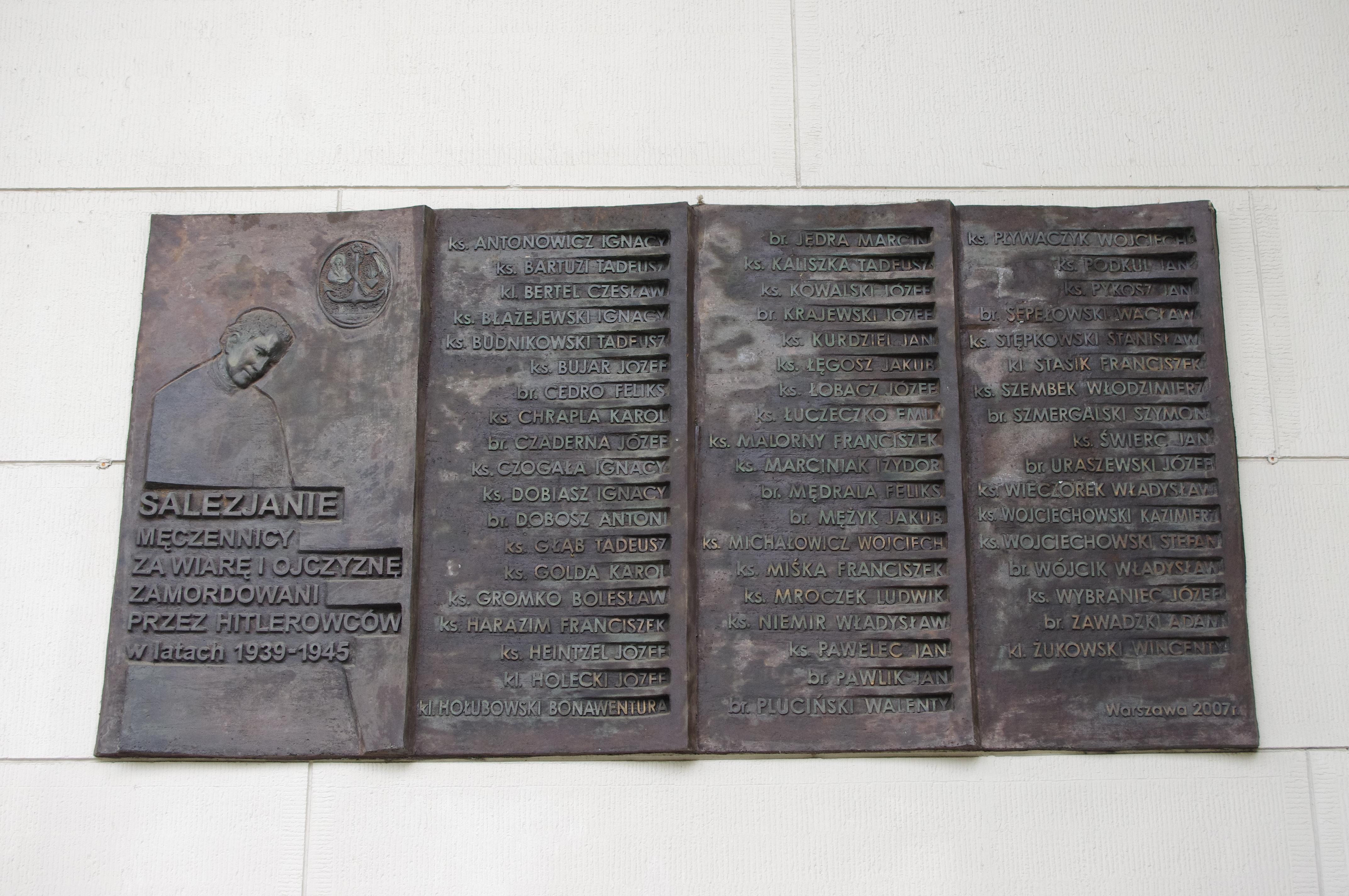
Tablica upamiętniająca salezjanów pomordowanych w czasie II wojny światowej na ścianie bazyliki Najświętszego Serca Jezusowego w Warszawie

Józef Kowalski SDB (ur. 13 marca 1911 w Siedliskach, zm. 4 lipca 1942 w Auschwitz) – polski ksiądz katolicki, salezjanin, błogosławiony Kościoła katolickiego.

## Życiorys
Był synem Wojciecha i Zofii z Borowców. W 1922 rozpoczął naukę w Zakładzie Salezjańskim im. św. Jana Bosko w Oświęcimiu. Wstąpił do nowicjatu salezjanów i po jego ukończeniu 24 lipca 1928, w Czerwińsku złożył śluby zakonne na ręce ks. A. Hlonda. Studiował filozofię i teologię w Krakowie. Śluby wieczyste złożył 29 czerwca 1934, a 29 maja 1938 przyjął święcenia kapłańskie z rąk ks. biskupa Stanisława Rosponda i podjął pracę jako sekretarz inspektorialny ks. inspektora Adama Cieślara. Prowadził także działalność katechizacyjną wśród dzieci i młodzieży przebywających w pogotowiu opiekuńczym.
Wybuch II wojny światowej zastał go jako duszpasterza w parafii św. Stanisława Kostki na Dębnikach.
23 maja 1941 został aresztowany przez gestapo i przewieziony do więzienia na ul. Montelupich, a następnie 26 czerwca 1941 do niemieckiego obozu koncentracyjnego w Auschwitz i zarejestrowany jako numer 17 350. Za odmowę podeptania różańca przydzielony został do karnej kompanii.
Mając świadomość, że idzie na śmierć, oddał współwięźniom ostatnią rację żywnościową. Błogosławiony salezjanin został zakatowany za odmowę podeptania swojego różańca i zginął prawdopodobnie utopiony w beczce z fekaliami.
Beatyfikowany przez papieża Jana Pawła II w Warszawie 13 czerwca 1999 w grupie 108 polskich męczenników.